# Reinhard-Süring-Plakette
Die Reinhard-Süring-Plakette ist ein Wissenschaftspreis der Deutschen Meteorologischen Gesellschaft. Er wird an Persönlichkeiten verliehen, die sich hervorragende wissenschaftliche oder organisatorische Verdienste um die Ziele der DMG und ihrer Vorgängergesellschaften erworben haben. Eine Verleihung an mehrere Persönlichkeiten in einem Jahr ist möglich.

## Geschichte
1966 wurde der Preis von der Meteorologischen Gesellschaft der DDR gestiftet. Er erinnert an Reinhard Süring, einen der bedeutendsten Meteorologen in der ersten Hälfte des 20. Jahrhunderts. Erster Preisträger war Wilhelm Ortmeyer.
Seit 1990 wird die Reinhard-Süring-Plakette von der Deutschen Meteorologischen Gesellschaft nach dem Zusammenschluss beider Gesellschaften verliehen.

## Preisträger

### Gold
- 1967 Wilhelm Ortmeyer
- 1969 Hans Ertel
- 1972 Fritz Bernhardt
- 1972 Paul Dubois
- 1974 Horst-Günther Koch
- 1974 Kirill Jakovlevič Kondrat'ev (Kyrill Jakowlewitsch Kondratjew)
- 1974 Friedrich Kortüm
- 1974 Heinz Runge
- 1975 Mikulas Koncek
- 1975 Alfred Mäde
- 1977 Leonhard Foitzik
- 1979 Walter Hesse
- 1979 V. V. Kupriyanov (W. W. Kuprijanow)
- 1980 Ernst-August Lauter
- 1982 Rolf Günter Haake
- 1984 Karl-Heinz Grasnick
- 1984 Günter Skeib
- 1985 Gerhard Hentschel
- 1985 Hans Wehner
- 1986 Wolfgang Böhme
- 1989 Karlheinz Bernhardt
- 1989 Jens Taubenheim
- 1990 Christian Hänsel

### Silber
- 1977 Wilhelm Leidreiter
- 1977 Hermann Pleiß
- 1977 Dietrich Sonntag
- 1977 Klaus Sprenger
- 1978 Karlheinz Bernhardt
- 1978 Werner Höhne
- 1980 Wilfried Häuser
- 1980 Helmut Mrose
- 1980 Manfred Olberg
- 1980 Wolfgang Warmbt
- 1982 Gerhard Dietze
- 1982 Peter Hupfer
- 1982 Rudolf Ziemann
- 1984 Rudolf Merta
- 1985 Hubert Schmidt
- 1986 Eberhard Freydank
- 1986 Alfred Helbig
- 1986 Martin Rachner
- 1986 Dietrich Spänkuch
- 1989 Jochen Kluge
- 1989 Karl Hartwig Stahnke-Jungheim
- 1990 Günther Flemming
- 1990 Jörn-Olaf Holz
- 1990 Herbert Käse
- 1990 Otto Miehlke
- 1990 Manfred Reiber
- 1990 Ulrich Scharnow

### Bronze
- 1974 Walter Elsner
- 1974 Thilo Günther
- 1974 Marie-Luise Heitmann
- 1974 Jochen Kluge
- 1974 Elke Oesberg
- 1974 Rita Stellmacher
- 1977 Horst Gäbler
- 1977 Willy Köhler
- 1977 Richard Lehmann
- 1978 Thomas Foken
- 1979 Karl Richter
- 1981 Konrad Balzer
- 1981 Hans-Joachim Herzog
- 1981 Wolfgang Mix
- 1984 Heinz-Florian Albert
- 1984 Ulrich Damrath
- 1986 Jürgen Albrecht
- 1986 Wolfgang von Hoyningen-Huene
- 1986 Erland Lorenzen
- 1986 Wolfgang Rosenow
- 1986 Bernd Stiller
- 1989 Wolfgang Enke
- 1989 Dieter Richter
- 1989 Sieghard Richter
- 1989 Elisabeth Turowski
- 1989 Frank Vogt
- 1990 Joachim England
- 1990 Eberhard von Schönermark
- 1990 Hellmuth Ulbricht
- 1990 Ulrich Wendling
- 1990 Hans-Friedrich Graf

### Neue Serie
Seit 1990 wurde nach der Vereinigung der beiden Gesellschaften diese Plakette verliehen
- 1995 Joachim Neisser
- 1995 Siegfried Uhlig
- 1998 Werner Wehry
- 1998 Tello von Wilamowitz-Moellendorff
- 2001 Christian Hänsel
- 2001 Konrad Balzer
- 2004 Elke Wolff
- 2007 Christian-Dietrich Schönwiese
- 2007 Frank Beyrich
- 2007 Sigurd Schienbein
- 2010 Cornelia Lüdecke
- 2010 Hartmut Graßl
- 2013 Dieter Etling
- 2013 Michael Hantel
- 2015 Hans-Friedrich Graf
- 2015 Hans von Storch
- 2016 Stefan Emeis
- 2016 Wilhelm Kuttler
- 2019 Helmut Mayer
- 2021 Heinke Schlünzen
- 2022 Armin Raabe
- 2023 Werner Sommer
- 2024 Gudrun Rosenhagen